# 日産・ルキノ
ルキノ（英: LUCINO）は、1994年から2000年まで日産自動車が生産・販売していた、クーペ及びハッチバック型の自動車。主に20代の若者をターゲットにしていた。

## 概要
ルキノクーペ（2ドア）はB14型サニーベース、ルキノハッチ（3ドア/5ドア、S-RV）はN15型パルサーセリエベースとなっている。

### ルキノクーペ（FB / HB / JB14型）
ルキノクーペは元となったB14型サニーのクーペといった性格であり、2ドアながら、2,535mmと長いホイールベースの恩恵で大人2名が十分座れる後部座席と、ゴルフバッグとスポーツバッグがセットで3個入る（B14型サニーとほぼ同じ容量の）トランクルームを備えている。
また、廉価グレードのMMを除き6：4分割可倒式のリアシートを採用しており、トランクスルー化することで限定的ではあるが長尺物の収納も可能にしている。
GA15DE型エンジン搭載の5速MT車は、10・15モードの燃料消費率試験にて19.6km/Lをマークしており、970kg～1,000kgと1,500ccクラスとしては比較的軽量な車両重量を武器に、デビュー当時の1,500ccクラスでもトップクラスの燃費を誇った。
SR18DE型エンジン搭載の5速MT車は10・15モードで13.0km/L（車両重量1,070kg）であった。
それぞれ5速MTとOD付き4速ATが選択できた。駆動方式はFFのみである。
ルキノクーペは1994年の5月から1999年の4月まで、当時の日産サニー店（現・レッドステージ日産サティオ店）にて販売されていた。

### ルキノハッチ（FN / FNN / HN / JN15型）
ルキノハッチはベースとなったN15型パルサーセリエとほぼ同様であり、差異は車名、前後エンブレム、フロントグリル、リアコンビネーションランプ、バックドアフィニッシャー（ナンバーの上部）などである。
ただ、パルサーセリエと比べた場合販売数は少なく、上級グレードほど希少になる傾向がある。
それぞれ5速MTとOD付き4速ATが選択できた。駆動方式はFFと一部グレード（JJ）でフルタイム4WDがある。
当初3ドアのみの展開だったが1996年には欧州向け5ドアにRV風装飾を加えた「S-RV」が、1997年には「S-RV」からRV風装飾を取り除いた通常の5ドアモデル「F」がラインナップされた。
ルキノハッチが1995年の1月から1999年の4月まで、ルキノS-RVが1996年の5月から2000年の8月まで、当時の日産サニー店（現・レッドステージ日産サティオ店）にてそれぞれ販売されていた。

### 北米市場での販売
ルキノクーペのみ、同じB14型サニーベースのセントラと共にアメリカ合衆国で販売されていた。現地での名称は200SXで、それまで販売されていた240SX（日本におけるシルビアおよび180SX）の後継にあたる。
グレード展開は、日本仕様には設定のなかった1,597cc・115psのGA16DE型エンジンを搭載したベースグレードのほか、1,998cc・140psのSR20DE型エンジンを搭載したSE、そのスポーティバージョンであるSE-Rの3種類であった。
日本仕様との主な差異はハンドル位置、大型化された前後バンパー、フォグランプ形状、ドアミラー（固定式）、ヘッドライト、フロントコーナーランプ、テールランプ、フロントグリル、ラジオアンテナ位置、メーター類、センターコンソールスイッチ位置、シガーソケット（DC12V電源化）、内装生地などである。
なお、北米仕様の最終型となる1999 - 2000年モデルの200SXはメキシコ工場で生産されており、フロントマスクやテールランプなどのデザインが日本仕様と大幅に異なっている。この変更は同年式のB14型セントラも準じている（ただし、セントラのリアコンビネーションランプは変更なし）。

## 型式 B14/N15型（1994年-2000年）
- 1994年5月、NXクーペの事実上の後継車種として「ルキノクーペ」を発売。発売当初のグレード構成は、1,497cc105馬力のGA15DE型エンジンを搭載したMM、GG、GG TYPE S（FB14型）と、1,838cc140馬力プレミアムガソリン仕様のSR18DEエンジンを搭載した1.8SS（HB14型）の4グレードだった。廉価版であるMMの車両本体価格はエアコン付き5速MT車で104.8万円だった。デビュー当時、運転席SRSエアバッグ及び助手席SRSエアバッグはオプション設定だった。キャッチコピーは「ルキノって、いいかも。」。CM出演者は江口洋介・大塚寧々・わたる哲平・橋爪浩一・柏原崇。ドラマ仕立てになっていたCMの監督は岩井俊二。
- 1995年1月、「ルキノハッチ」を発売。発売当初のグレード構成は、1,497cc105馬力のGA15DE型エンジンを搭載したBBプライマリー、BB、JJ、JJセレクト（FN15型）と、同エンジンを搭載した4WDのJJ、JJセレクト（FNN15型）、1597cc120馬力のエンジンGA16DE型エンジンを搭載したRR（EN15型）、1,838cc140馬力プレミアムガソリン仕様のSR18DEエンジンを搭載したZZ（HN15型）の8グレードだった。
- 1995年1月、クーペ小改良。全車運転席SRSエアバッグとハイマウントストップランプを標準装備化。
- 1995年5月、クーペにGGバージョンブラック、GG TYPE Sバージョンブラック追加。
- 1996年5月、「ルキノS-RV」を追加。当時のRVブームに呼応し、欧州向け5ドアにRV風の装飾を施したモデル。キャッチコピーは「オレの彼女は超アムロ。 オレのクルマはS-RV。」。CMには安室奈美恵を起用。イメージイラストに永井豪を起用。
- 1996年6月、SR18DE搭載のクーペ1.8SSの5速MT車をベースに、オーテックジャパンが開発を行ったAUTECH VERSIONを発売。型式はHB14改（前期型）。先行して発売していたHP10改プリメーラに準ずるチューン（但しエキゾーストマニホールドのみFF車用SR20DE標準車のもの）を施したプレミアムガソリン仕様175馬力のSR20DE改良型（1,998cc）を搭載し、一部クロス化した専用ビスカスLSD付き5速MTとの組み合わせでスポーティな走りを可能とした。専用エアロパーツ、RNN14パルサーGTI-Rと共通の専用フロント・リアブレーキ、藤壷技研製マフラー、専用センターパイプ、スポーツサスペンション、205/50R15 85VのブリヂストンGグリッドタイヤを装備していた。フロントグリルは当時ディーラーオプションだったスポーツタイプを標準で装備していた。内装はブラックを基調にオーテックジャパンのロゴが入ったホワイトメーターを装着。専用のシート地とドアトリムクロスを採用していた。ボディカラーはブラック（＃KH3）のみ。同時期発売でパルサーセリエにも同様のAUTECH VERSION（HN15改）が存在したが、ルキノハッチには設定されなかった。
- 1996年9月、クーペ、ハッチ共にマイナーチェンジ。全車運転席及び助手席のSRSエアバッグを標準化した。また、クーペ1.8SSとハッチZZはABSを標準装備化した。クーペはフロントグリルがハニカムメッシュ意匠のものとなり、車名ロゴ変更、日産エンブレムのサイズと位置変更、それに伴うリアガーニッシュ変更が行われた。ハッチも同様にハニカムメッシュタイプのフロントグリルに変更、車名ロゴ変更、日産エンブレムのサイズと取り付け位置変更が行われた。また、中期型からは搭載されるエアコンが変更され、エアコンフィルターの装着が可能になった。キャッチコピーは「あいつって、ルキノ。」。CM出演者は浅野忠信・水野美紀。
- 1996年9月、SR18DE搭載車（クーペ1.8SS/ハッチZZ）をベースに、オーテックジャパンが開発を行ったAUTECH VERSIONをクーペ（HB14改・後期型）、ハッチ（HN15改）でそれぞれ発売。搭載エンジンは共にプレミアムガソリン仕様175馬力のSR20DE改良型（1,998cc）で、トランスミッションは一部クロス化した専用ビスカスLSD付き5速MTとの組み合わせのみだった。専用エアロパーツ、RNN14パルサーGTI-Rと共通の専用フロント・リアブレーキ、藤壷技研製マフラー、専用センターパイプ、スポーツサスペンション、205/50R15 85VのブリヂストンGグリッドタイヤを装備していた。ボディカラーはクーペがブラック（＃KH3）のみ、ハッチがブラック（同）とブルーイッシュシルバー（＃KG1）の2色。なお、ここでのクーペのフロントグリルはハニカムメッシュ意匠のものであり、ベース車の1.8SSに準じてABSと助手席エアバッグを標準装備していた。また、クーペには同じエアロパーツを装着した、エアロセレクションというGG TYPE SベースのGA15DEエンジン搭載車が存在した。SR20DE改良型搭載車との差異は、外観のマフラー出口サイズ（小型）、タイヤサイズの変更（195/55R15 84Vラジアル・指定銘柄無し）、5速MTのほかOD付き4速ATが選べたことである。ハッチのAUTECH VERSIONは販売期間の短さもあり、販売台数が極端に少ないレアな車両のひとつである。これは過去数年ほとんど中古車市場に出てこないことからも明らかである。
- 1997年9月、クーペ、ハッチ共にマイナーチェンジ（後期型）。SR18DEエンジン搭載車がAT車のみに。MT車は1,596cc175馬力プレミアムガソリン仕様のNEO VVL（可変バルブタイミング&リフト機構）を採用したSR16VE（通称青ヘッド）を搭載したVZ-Rを追加発売。型式はクーペがJB14、ハッチがJN15。組み合わされるトランスミッションは5速MTのみ。VZ-RにはRNN14パルサーGTI-Rと共通のフロント・リアブレーキが採用された。
「ルキノS-RV」からRV風装飾を取り除いた5ドアモデル「F」追加。
シリーズ全体としてはS-RVを含むハッチの変更点が大部分を占めており、ヘッドランプのマルチリフレクター化（ただしクーペは元となったサニー同様、全車未実施）、およびリアコンビネーションランプ、前後バンパーの意匠が変更されたほか、クーペ、ハッチ共にハンドル形状の変更が行われた。クーペVZ-R（JB14）は生産台数が非常に少なく、総生産台数が100台弱と言われている。これは希少車とされるKPGC110スカイラインGT-Rの台数である197台の約半分程度、後発のJB15サニー1.6VZ-Rの約1/3程度の生産台数であり、日産車の中でも非常にレアな車両のひとつである。CM出演者は金城武。
- 1997年 S-RVにSR16VE搭載のVZ-Rベース（FF・5速MTのみ）のエアロセレクションとSR20DE搭載のエアロスポーツ（4WD・5速MTとOD付き4速AT）が追加。共にオーテックジャパンが開発を担当した。
- エアロセレクションは大型フォグランプ内蔵のフロントエアロバンパーと、専用大型ルーフスポイラー、藤壷技研製専用マフラー、205/50VR15のブリヂストンポテンザRE710Kaiタイヤを組み合わせたゴールドの専用アルミホイールが外観上の特徴。赤ステッチの入った専用MOMO社本革巻シフトノブ&専用パーキングブレーキレバー、ホワイトメーター、専用のシート地とドアトリムクロスを内装に採用していた。
- エアロスポーツはIPF製の大型フォグランプと大型フェンダーが外観上の特徴で、大型フェンダー採用によりシリーズ唯一の3ナンバー車となっている。背面スペアタイヤキャリア付車と無車が選べた。内装には専用のシート地とドアトリムクロス、ホワイトメーター、本革巻ステアリングを採用していた。
- 1997年 ハッチ3ドアに当時参戦していたスーパー耐久レース（通称・S耐）向けとしてVZ-R・N1及び同レース仕様車を追加発売。専用のSR16VEエンジン（通称赤ヘッド）は専用シリンダーヘッドや吸排気を採用し、クランクシャフトとフライホイールのバランス取り、ポートと燃焼室、吸排気マニフォールドの研磨などのチューンを施し、当時1,600ccクラス最強の200馬力を発生した。組み合わされるトランスミッションはベース車のVZ-Rと同仕様の5速MTのみ。パルサーセリエの同グレードと合わせて200台の限定台数生産車だった。サスペンションは、VZ-R標準車と同様のものが使われていた。
- 1998年 ハッチ3ドアにVZ-R・N1 Version2及び同レース仕様車を追加発売。専用のSR16VEエンジン（通称赤ヘッド）は前年型と同様、200馬力を発生。組み合わされるトランスミッションは、ベース車のVZ-Rと同仕様の5速MTのみ。パルサーセリエの同グレードと合わせて1999年3月末までの限定受注、300台の限定台数生産車だった。細かい改良が行われており、サスペンションは専用のものに変更され、それに合わせてタイヤサイズを変更（195/55VR15から205/50VR15へ。銘柄はダンロップ製FORMULA　W-10を採用）している。藤壷技研製専用メインマフラーを標準装備。また、内装が大幅にグレードアップされており、MOMO社製本革巻スポーツステアリング、R32スカイラインGT-Rタイプ（フレームが共通）の専用モノフォルムバケットシート、専用シート地（座面のみオレンジ）とドアトリムクロス（オレンジ）を採用していた。このほか、オーテックジャパン扱いのオプションとして、ENKEI製の専用15インチアルミホイールと専用大型ルーフスポイラーが用意されていた。
- スーパー耐久レースに参加していた車両は前年型も含めてほぼ全てがパルサーセリエベースであり、出場記録もパルサーセリエとしてのものである。このため、ルキノハッチベースの耐久レーサー仕様がスーパー耐久レースに出場した記録は無いと思われる。ここから察するに、ルキノハッチのVZ-R・N1 Version2の生産台数は極少数と思われ、シリーズ中でも日産車の中でも非常にレアな車両のひとつとなっている。
- 1998年10月、サニーの4ドアセダンがB15型にフルモデルチェンジされた後もルキノシリーズは継続。
- 1999年4月[3]、販売チャンネルの見直しでクーペが生産・販売終了。
- 1999年9月[4]、ハッチの生産終了。在庫対応分のみの販売となる。
- 2000年5月、S-RVが生産終了。在庫のみの対応となる。
- 2000年8月[5][6]、S-RVとハッチが販売終了。

## 車名の由来
ルキノ「Lucino」という名は、ギリシャ・ローマ神話に登場する誕生の女神「Lucina（ルキナ）」にちなんだ造語である。

## 取り扱い店舗
- サニー店（のちのレッドステージ）